# Рајовићи
Рајовићи су српско братство оформљено у области Рашке у Србији (међусобно суседни засеоци Барково, Жуњевиће, Шалиновиће, Трње, Војсалиће, Амзиће и Жунско Брдо, некада (до отприлике II светског рата) познати под заједничким називом Рајовиће, док се данас користи назив Жуњевиће (у ширем смислу), као и суседно село Знуша), негде на прелазу између 17. и 18. века. Релативно мали проценат чланова братства данас носи презиме Рајовић и има свест о заједничком пореклу, јер је концепт презимена код Срба у Османском царству установљен тек након што је област Рашке ослобођена 1912. До тада се презиме у данашњем смислу није користило, већ је сваки појединац носио "презиме" по имену оца. Тек на питање "од којих си?" би се добио одговор о широј породици.
Породична историја је реконструисана на основу писаних и усмених извора:
1. „Рашка - антропогеографска истраживања, II део“, етнографски преглед области Рашке, са подацима прикупљаним 1930-их
2. Усмена традиција забележена током једног јединог разговора у Жуњевићу 1990. године.
3. Усмена традиција забележена током низа разговора током 2010/2011. године
4. Попис мушког становништва Нахије Рас из 1851. године, за села Војсалиће, Трње и Шалиновиће.

У матици, селу Жуњевићу, нема породица које носе презиме Рајовић. Уместо тога, постоји неколико презимена која су установљена по именима предака који су живели у XIX веку. Село ипак има неформални назив Рајовиће, који је све мање у употреби. Међу члановим братства чији су се преци одселили из Жуњевића крајем XIX века, презиме Рајовић се задржало у неких 80% случајева. Разлог за ово могао би бити следећи: када се појединачна породица одсели у друго место, нема потребе да се у оквиру породице даље врши подела. Али у Жуњевићу, постојала је потреба да се некако изврши подела међу многим људима који су потомци особе која је живела пре неколико векова.
Огромна већина чланова братства дели исту славу, Светог Николу (19. децембар). Постоји само један познати случај када је члан братства ушао у породицу своје супруге, задржао презиме Рајовић али усвојио славу своје тазбине. Чланови братства такође обележавају преславу, Пренос моштију светог Николе (22. мај).

### Порекло
Према усменој традицији, родоначелник Рајо је са великом породичном задругом (према усменој традицији забележеној 1990 седамдесет, према подацима из 1930-их стотину чланова) дошао из црногорског племена Куча. Прво су се населили у селу Синаје код Истока (Метохија). Ту су убрзо „пали на крв“ и прешли у село Кнежевиће јужно од Новог Пазара, потом у суседно село Комине, да би се коначно скрасили у Жуњевићу, око 15 километара јужно од Новог Пазара, на јужним падинама брда Јавор, које се спуштају према реци Јошаници, притоци Рашке. Родоначелник Рајо је наводно „намештио“ извор који се према њему дан-данас зове Рајовац. Село је у то време било напуштено, што би могло да датира овај догађај напосредно после Прве или друге Велике сеобе Срба (1690 односно 1737. године).
Као илустрација величине породичне задруге која се доселила, традиција казује да је заједничка кућа имала седморо врата, и да је испред куће на дрвету било обешено звоно које би се користило за позивање укућана на оброк.
Задруга је по свој прилици била многобројна, и сигурно да се брзо повећавала. У области Рашке забележена је народна пословица: „Сачувај ме Боже Србина Рајовића и Турчина Грбовића“. Нејасно је шта ово значи, или су у питању били незгодни људи, или су пак били сложни водећи рачуна о рођацима у време када је област била под влашћу Турака и без владавине закона.
Усмена традиција забележена 1990. у Жуњевићу казује да је Рајо имао двојицу синова непознатих имена, док су та двојица синова имали сваки по двојицу синова. Први Рајов син имао је Пауна и Веса, док је други имао Мића и Илију. Четири подргрупе Рајовића у Жуњевићу се по овој четворици називају Пауновићи, Весовићи, Мићовићи и Илићи. Ово још нису презимена, јер свака од ових група даље дели на по неколико презимена. Према попису од 1851. године, све мушке главе које су пописане су синови или унуци поменуте четири особе. Рачунајући уназад од текуће генерације, добија се да је родоначелник Рајо рођен око 1720. године. Ово се не поклапа са подацима из књиге „Рашка - антропогеографска истраживања, II део“, где се као време насељавања наводи прелазак између XVII и XVIII века.
Постоје недоумице о тачности традиција о досељавању. Да ли би особа у добу када је још увек способна да путује (у питању је XVII или XVIII век) могла да има толико многобројну породицу? Постоји могућност да су оригинални досељеници били у ствари група сродника који имају заједничког претка Раја који је живео и вероватно умро у Црној Гори. У племену Кучи у Црној Гори (село Убли) постоји заселак Рајовићи, али не и породице са тим презименом. 
Да даље закомпликује ствари, патријарх Српске Православне Цркве у периоду 1712-1726 био је Мојсије Рајовић, који је према изворима био из области Рашке. Ништа ближе за сада није познато о његовој породици. У народној традицији запамћен је и као Мојсије Чурла. Ако је патријарх Мојсије био из братства Рајовића (у том случају вероватно Рајов син ако је Рајовић био по оцу), то би помогло да се прецизније датира време пресељења братства из Црне горе (поједине књиге тврде да је патријарх Мојсије био и рођен у области Рашке, што би померило датирање досељавање више према средини XVII века). Такође, његов надимак би могао да обезбеди информацију о даљем пореклу Рајовића, повезујући их са тајанственим Чурлама. Потребно је нагласити да се међу данашњим Рајовићима ништа не зна о вези нити са патријархом Мојсијем нити са презименом Чурла.
Све у свему, у Жуњевићу данас постоје четири подгрупе Рајовића, уз неколико изданака на другим местима који потичу с' краја XIX века. За сада, само један изданак братства се не може повезати са осталим подгрупама.
Y-DNK Рајовића, која се преноси са оца на сина, а која је до сада као потврда предања и сродства одређена за 10 мушкараца из братства, је E-Y167794. Ова хаплогрупа је посебна у смислу да нема ближа поклапања ни са једном другом породицом... осим једне (видети ниже одељак Сибница). Осим те једне, заједнички предак са првим "блиским" породицама живео је пре више хиљада година (Васојевићи, а још раније заједнички предак са Кучима). 

### Гранање

#### Пауновићи
Паун је имао тројицу синова
- Ћирко (рођен око 1800), од њега Ћирковићи у Жуњевићу
- Филип (рођен око 1790), који је имао двојицу синова:
  - Вучко (рођен око 1830), од њега Вуловићи у Жуњевићу
  - Стеван (рођен око 1835), без познатих потомака
- Јосиф, од њега Јосивљевићи у Жуњевићу

#### Весовићи
Весо (у попису из 1851. по свој прилици погрешно Василије) је имао четворицу синова
- Стојан (рођен око 1760) , који је имао тројицу синова
  - Милош (рођен око 1830), од њега Милошевићи у Знуши код Новог Пазара
  - Милосав (рођен око 1830), од њега Милосављевићи у Тврђену код Лепосавића
  - Стефан (рођен око 1845), од њега Стефановићи у Горњем Крњину код Лепосавића
- Јанићије (рођен око 1815), који је имао тројицу синова
  - Вукоман (рођен око 1835), од њега Вукомановићи у Жуњевићу од којих више нема мушког потомства
  - Панто (рођен око 1840), од њега Пантовићи у Жуњевићу од којих више нема мушког потомства
  - Петар (рођен око 1850), од њега Петровићи у Амзићу
- Јаћим (није био жив 1851), који је имао двојицу синова
  - Милутин (рођен око 1830), од њега Милутиновићи у Војсалићу
  - Комљен (рођен око 1840), од њега Комљеновићи у Трњу
- Секула (рођен око 1810), који је имао тројицу синова
  - Ђорђе (рођен око 1840), од њега Рајовићи у Малој Трнави код Новог Пазара
  - Јован (рођен око 1845), од њега Јовановићи у Малој Трнави код Новог Пазара
  - Недељко  (рођен око 1845), од њега Секулићи у Кознику код Новог Пазара

#### Мићовићи
Мићо је имао четворицу синова
- Маринко (рођен око 1800), који је имао петорицу синова:
  - Славко (рођен око 1825), од њега Славковићи у Трњу
  - Јанко (рођен око 1835), од њега Рајовићи у Кремићу (заселак Драгодањ) код Рашке
  - Недељко (рођен око 1840), од њега Нешковићи у Амзићу и Маринковићи у Шалиновићу
  - Раденко (рођен око 1845), без познатих потомака, био је кнез Жуњевића крајем 19. века
  - Добрија (рођен после 1851), са малом децом настрадао током неке епидемије, без потомака
- Милентије (рођен око 1810), који је имао двојицу синова
  - Милован (рођен око 1840), од њега Рајовићи у селу Доње Гргуре код Куршумлије
  - Јосиф (рођен после 1851), од њега Милентијевићи у Знуши код Новог Пазара
- Аксентије (рођен око 1820, у попису из 1851 по свој прилици погрешно Игњатије) , који је имао тројицу синова
  - Благоје (рођен око 1845), од њега Рајовићи у селу Горњем Крњину код Лепосавића
  - Никола (рођен око 1860), одселио се у Горњи Крњин, једини син му као 18-годишњак настрадао у I светском рату
  - Арсеније, од њега Рајовићи у Барбатовцу код Куршумлије
- Радосав (рођен око 1830), од њега Радосављевићи у Шалиновићу и Жуњевићу, који је имао четворицу синова
  - Мина
  - Вукајле
  - Јован
  - ? (могуће Вуксан или Илија), имао синове Андрију и Зарију

#### Илићи
Илија је имао четворицу синова
- Миленко (рођен око 1805), који је имао сина Новицу (рођен око 1840) од кога су Новичићи у Војсалићу
- Милан (рођен око 1820), од кога су Милановићи у Шалиновићу
- Иван (рођен око 1825), у попису из 1851. по свој прилици погрешно Јован), од кога су Рајовићи и Ивановићи у Коњуви код Куршумлије
- Милоје (рођен око 1830), од њега Рајовићи у Спанцу код Куршумлије

#### Некласификовани и могући огранци
1. Рајовићи у селу Косурићу код Новог Пазара (најдаљи познати предак звао се Здравко, рођен око 1800, који је имао сина Вукојицу (умро 1901)). Према предању записаном 2011, неки из подгрупе Илића одсељени су у област где се налази Косуриће, што би могло да ову грану смести у ту подгрупу. Ово није потврђено од стране других извора. Са друге стране, у књизи „Рашка - антропогеографска истраживања, II део“ је забележено да је ова грана имала блиске рођаке у околини Куршумлије што би могао бити посредан доказ, јер у тамошњим селима Спанце и Коњува живе припадници подгрупе Илића. Или је можда у питању до сада непозната породица која носи другачије презиме (Здравковић, Вукојичић...). 1912. године је у Куршумлији издата књижица у којој је одштампана епска песма "Бој на Мердару" коју је саставио "Ђорђе В. Рајовић Пазарац", о коме се не зна ништа. Можда је В. од Вукојица?
2. Комљеновићи у селу Радошићу у близини Рашке су досељени из Жуњевића крајем 19. века. Осим што имају исто презиме као једно од презимена у Жуњевићу које припада Весовићима, не зна се да ли припадају Рајовићима. Предак који се доселио звао се Вукета. DNK анализа би требало да може да разреши ситуацију.

### Сибница
Раније је поменуто да ипак постоји једна породица која дели Y-DNK Рајовића. У питању је у ствари група породица која је у Сибницу код Блаца досељена одмах после 1878. године из Каљина код Лепосавића. Све ове породице славе исту славу као Рајовићи, али немају раније предање о припадности Рајовићима.
Најстарији познати предак био је 
Сим(е)он, који је имао четворицу синова:
- Никола, који је имао тројицу синова
  - Стеван (рођен око 1800), од кога су Николићи
  - Лука (рођен око 1790), од кога су Луковићи
  - Сава (рођен око 1800), по свој прилици без потомства
- Ђорђе, који је имао четворицу синова:
  - Лазар (рођен око 1800), од кога су Лазовићи
  - Крста (рођен око 1810), од кога су Крстовићи
  - Јевтимије (рођен око 1820), од кога су такође  Лазовићи (потомци носе презиме по његовом брату)
  - Андрија, без познатог потомства, преминуо пре досељења у Сибницу.
- Сићо (надимак), од кога су Сићовићи, који је имао двојицу синова:
  - Павле (рођен око 1805)
  - Деспот (рођен око 1820)
- Коста, од кога су Костићи, који је имао три сина
  - Фипип (рођен око 1820)
  - Димитрије (рођен око 1825)
  - Јосиф (рођен око 1830)